# Maribel Fierro
Dra. María Isabel Fierro Bello (nacida en 1956) es investigadora sobre estudios de Oriente Medio en la rama de humanidades del Consejo Superior de Investigaciones Científicas de España en Madrid, España . Fierro se ha desempeñado como académica visitante en la University of Chicago Divinity School en Chicago, la Escuela de Estudios Avanzados en Ciencias Sociales en París, el Instituto de Estudios Avanzados de la Universidad Hebrea de Jerusalén, y el Instituto de Estudios Avanzados en Princeton. En 2020 fue elegida miembro de la Sociedad Filosófica Estadounidense.

## Obras

### Actas de congresos
- Violencia pública en las sociedades islámicas . Editado con Christian Lange. Edimburgo : Edinburgh University Press, 2009. 304 págs., 24 cm.[7]ISBN 9780748637317

### Obras editadas
- La nueva historia del Islam de Cambridge; El mundo islámico occidental de los siglos XI al XVIII, vol. 2. Nueva York: Cambridge University Press, 2010.[8]ISBN 9780521839570

- "Herejía y legitimidad política en al-Andalus", presentado en la Escuela de Teología de la Universidad de Chicago en Chicago, el viernes 14 de octubre de 2011.[5]
- "El turbante y sus significados en Al-Andalus", presentado en la Facultad de Artes y Ciencias Liberales de la UIUC en Urbana, Illinois, 17 de octubre de 2011.[9]

### Obras originales
- Abd al-Rahman III: El Primer Califa Cordobés . Oxford : Publicaciones Oneworld, 2005. 160 págs.[10]

## Citas
- La circulación del saber que tanto suele interesar a los investigadores en lo que se refiere al pasado choca a menudo con fronteras sorprendentes en el presente en las que las lenguas juegan un papel importante, pero también formas de pensar y de relacionarse con quienes forman parte de otros mundos.